# Jan Kregel

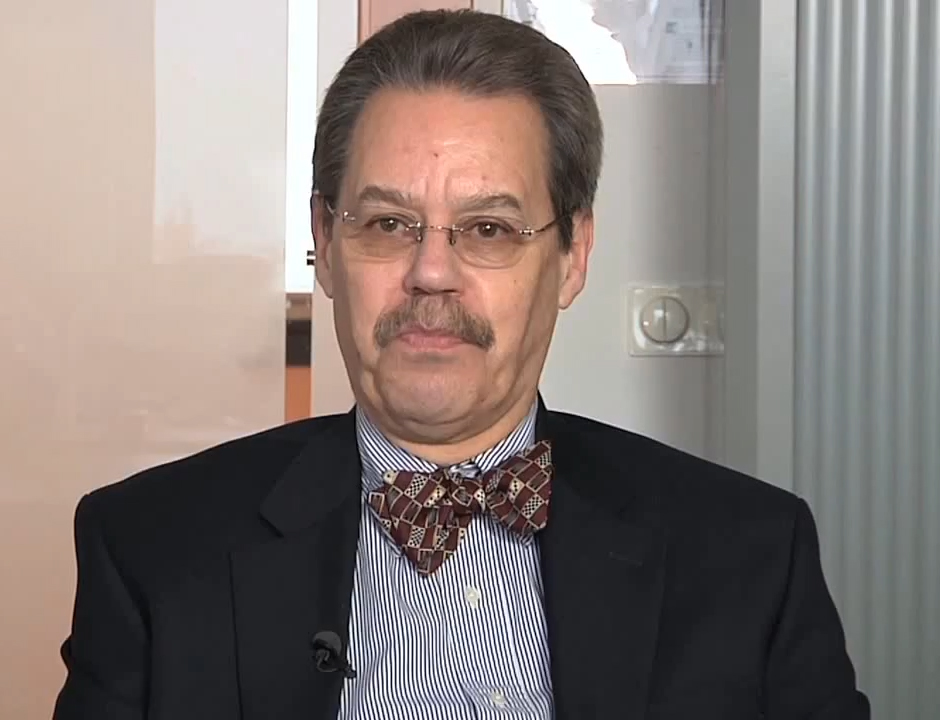
Jan Kregel (2012)

Jan Allen Kregel (* 19. April 1944 in Dallas, Texas) ist ein bedeutender Post-Keynesianischer Ökonom, der als Professor am Levy Economics Institute des Bard College (USA) und Direktor des dortigen Geld- und Finanzstrukturprogramms, als Forschungsprofessor an der University of Missouri–Kansas City und als Professor für Öffentliche Finanzen und Entwicklung am Ragnar-Nurkse-Institut der Technischen Universität Tallinn tätig ist.
2009 war er einer der Berichterstatter für den Vorsitzenden der UN-Generalversammlung zur Reform des internationalen Finanzsystems. Zuvor war Kregel unter anderem als Professor für Politische Ökonomie an der Universität Bologna und als Ökonom bis 2007 bei der Hauptabteilung Wirtschaftliche und Soziale Angelegenheiten der Vereinten Nationen (UNDESA) und bis 2004 bei der Konferenz der Vereinten Nationen für Handel und Entwicklung tätig.
Gemeinsam mit L. Randall Wray ist er Herausgeber des Journal of Post Keynesian Economics.

## Werke
- Die Erneuerung der Politischen Ökonomie. (Übersetzung) Metropolis Verlag 1988, ISBN 3-926570-03-2
- Rate of Profit, Distribution and Growth: Two Views. Macmillan, London; Aldine, Chicago 1971
- The Theory of Economic Growth. Macmillan, London 1972
- The Reconstruction of Political Economy. Macmillan, London 1973
- The Theory of Capital. Macmillan, London 1976
- Market Shock: An Agenda for Economic and Social Reconstruction of Central and Eastern Europe. University of Michigan Press, Ann Arbor 1992
- Economic Development and Financial Instability: Selected Essays. Anthem, London 2014